# Clupeinae
Sous-famille
Les Clupeinae sont une sous-famille de poissons de la famille des Clupéidés (Clupeidae). La famille des Clupéidés comprend certains des poissons les plus consommés dans le monde comme les harengs, aloses, sardines, et menhadens.

## Liste desgenres
- Amblygaster Bleeker, 1849.
- Clupea Linnaeus, 1758.
- Clupeonella Kessler, 1877.
- Escualosa Whitley, 1940.
- Harengula Valenciennes in Cuvier & Valenciennes, 1847.
- Herklotsichthys Whitley, 1951.
- Lile Jordan and Evermann, 1896.
- Opisthonema Gill, 1861.
- Platanichthys Whitehead, 1968.
- Ramnogaster Whitehead, 1965.
- Rhinosardinia Eigenmann, 1912.
- Sardina Antipa, 1904.
- Sardinella Valenciennes in Cuvier & Valenciennes, 1847.
- Sardinops Hubbs, 1929.
- Sprattus Girgensohn, 1846.